# 🙏
🙏 is een teken uit de Unicode-karakterset dat 
gevouwen handen voorstelt. Deze emoji is in 2010 geïntroduceerd met de Unicode 6.0-standaard. Dit karakter zit al jaren in de top 10 van meest gebruikte emoji.

## Betekenis

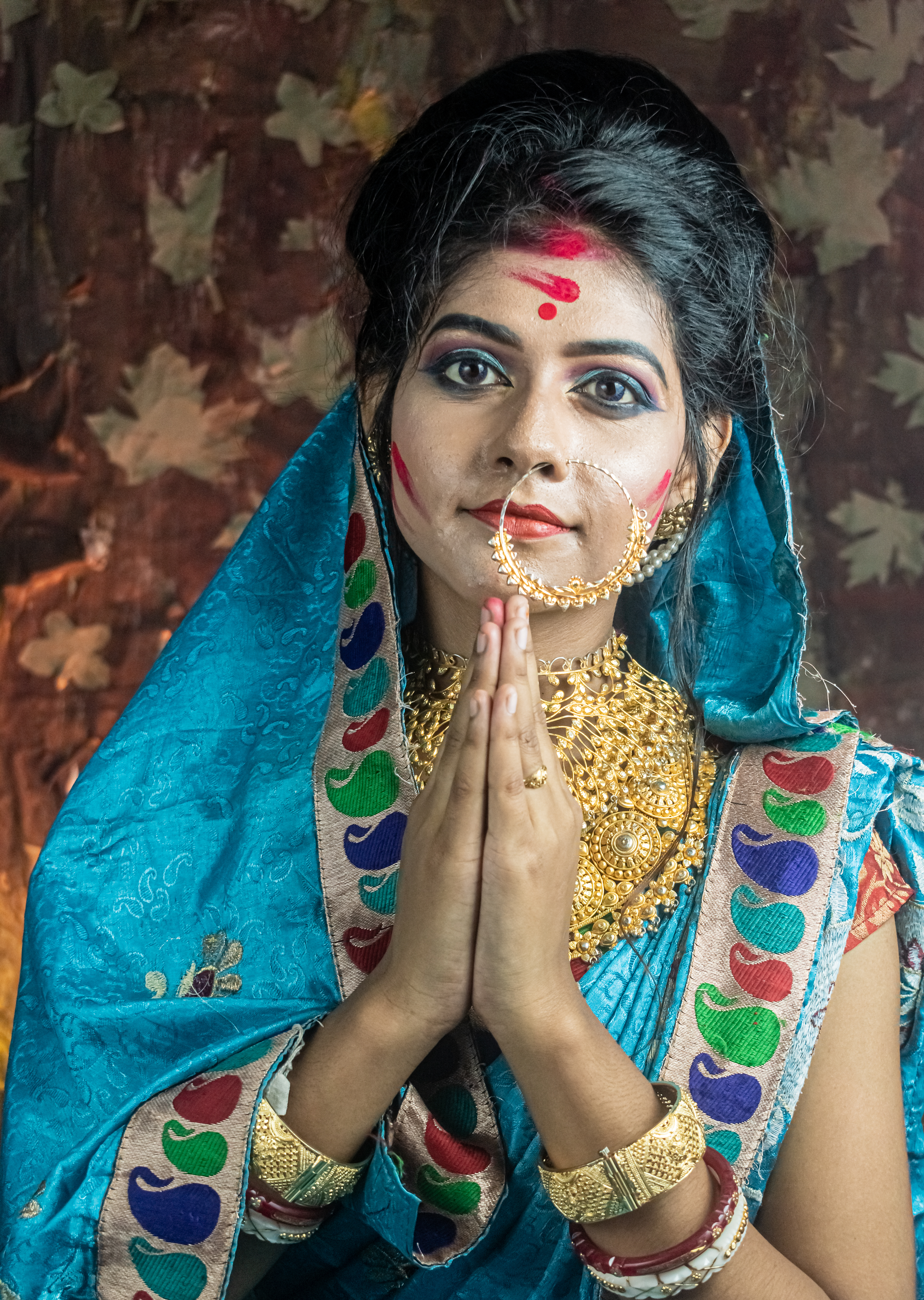
Een juffrouw maakt het namasté-gebaar.

De emoji geeft gevouwen handen weer, in de cultuur van Japan duidt dit gebaar "dank" en "alstublieft" aan. In de westerse cultuur significeren gevouwen handen meestal een gebed, in het bijzonder een supplicatie, en deze emoji betekent vaak ook dat de gebruiker iets vraagt. Een ander veel voorkomende betekenis is namasté, een Zuid-Aziatische respectvolle groet.
Met 🙏 wordt overigens expliciet géén high five bedoeld; vroege implementaties van Apple (vóór iOS 8.2) gaven die indruk, maar andere oorspronkelijke ontwerpen laten ook een bijbehorende persoon met gesloten ogen zien.

## Codering

De Twemoji-implementatie

### Unicode
In Unicode vindt men de 🙏 onder de code U+1F64F  (hex).

### HTML
In HTML kan men in hex de volgende code gebruiken: &#x1F64F;

### Shortcode
In software die shortcode ondersteunt zoals Slack en GitHub kan het karakter worden opgeroepen met de code :pray:.

### Unicode-annotatie
De Unicode-annotatie voor toepassingen in het Nederlands (bijvoorbeeld een Nederlandstalig smartphonetoetsenbord) is gevouwen handen. De emoji is ook te vinden met de sleutelwoorden alsjeblieft, bedankt, bidden, buigen, gebaar, gevouwen, hand en vragen.